# غياث الدين مسعود
غياث الدين مسعود هو غياث الدين مسعود بن كيكاوس حمل لقب سلطان سلاجقة الروم خلال فترتين زمنيتين. الفترة الأولى من 1284 إلى 1297 والفترة الثانية من 1303 إلى 1306. وخضع إلى سلطة الخان المغولي.
كان الابن الأكبر لكيكاوس الثاني. أمضى جزءاً من حياته منفياً في شبه جزيرة القرم وعاش جزءاً من حياته في القسطنطينية عاصمة الإمبراطورية البيزنطية. وأول ظهور له في الأناضول كان سنة 1280 كمطالب بعرش السلطنة. وفي سنة 1284 أعدم الخان الجديد أحمد تكودار السلطان كيخسرو الثالث ونصّب مكانه غياث الدين مسعود.
قام غياث الدين مسعود بالعديد من الحملات العسكرية ضد الإمارات التركية الناشئة وكانت قائمة باسم سلطة المغول وبدعمهم. تورط مسعود في دسائس ضد سلطة الخان سنة 1297 مع ضباط مغول وتركمان. لكن الخان محمود غازان عفى عنه وحرمه من عرشه وعيّن كيقباد الثالث سلطاناً والذي ما لبث أن انخرط في دسائس فأعدم سنة 1303 ليعود مسعود سلطاناً على سلاجقة الروم.
وبعد وفاة مسعود سنة 1308 اختفت سلطنة السلاجقة من التاريخ.

## الطريق إلى الزوال
أحكم المغول قبضتهم على بلاد الروم بعد التخلُّص من پروانه، وتولُّوا الإدارة، وشغلوا الوظائف الرئيسيَّة، كما أدخلوا نظامهم المالي في أجهزتها، وضعُف مركز السلطنة، وأرسل الإلخان صاحب ديوانه شمس الدين مُحمَّد الجويني لِيُنظِّم شُؤون البلاد الإداريَّة ويضبط أوضاعها بِإخماد الثورات والفتن المُتفاقمة. وفي سنة 679هـ المُوافقة لِسنة 1280م وفد على البلاط المغولي غِيَاث الدين مسعود بن كيكاوس ابن عم السُلطان كيخسرو بن قلج أرسلان بعد حياةٍ أمضاها في المنفى مُنذُ لُجُوء أبيه إلى القُسطنطينيَّة، فاجتمع بالإلخان أباقا وطلب منهُ أن يمنحهُ بعض بلاد آبائه وأجداده لِيحكُمُها بِشكلٍ مُستقلٍ عن أملاك كيخسرو، فاستجاب لهُ أباقا ومنحهُ سيواس وأرضروم وأرزنجان مُنتهجًا في ذلك نهج أبيه هولاكو في تقسيم السُلطة في بلاد الروم بين السلاطين حتَّى تسهل السيطرة المغوليَّة على البلاد، إلَّا أنَّ كيخسرو رفض مبدأ القسمة، وتحصَّن في أرزنجان، فكان جزاؤه أن سُمِّم، وخلا الجو السياسي لِمسعود الذي عزَّز مركزه وحكم دولة سلاجقة الروم، لكن لم يكن لهُ من الحُكم إلَّا صورته، وخُلع عن عرشه نتيجة ثورة، ونُصِّب مكانه علاء الدین کیقُباد بن فرامُرز، ولم تحدث في عهده أحداث ذات شأن سوى تمرُّدٍ قام على المغول، وانهمك في اللهو واللعب، واشتهر بِمظالمه، ودفع حياته ثمنًا لها.
عيَّن الإلخان محمود غازان غِيَاث الدين مسعود بن كيكاوس سُلطانًا على سلاجقة الروم لِلمرَّة الأُخرى، فحكم حتَّى سنة 703هـ المُوافقة لِسنة 1303م حينما أُصيب بِالفالج، فعجز عن النُطق واللمس والحركة، وبقي طيلة سنة يُعاني من الآلام إلى أن مات. وغرقت بلاد الروم من بعده في بحرٍ من الفوضى ووقع الخلل في السلطنة التي انقسمت إلى عشر إماراتٍ تُركُمانيَّةٍ هي: القرمانيَّة وتكَّة والحميديَّة والكرميانيَّة وقزل أحمدلي ومنتشا وآيدين وصاروخان وقره سي وقايى، وظلَّت السيطرة المغوليَّة واضحة، ولم يُنقذ البلاد من المزيد من التشرذم والفوضى سوى بُرُوز أمير قايى عُثمان بن أرطُغرُل وبنيه من بعده -الذين أعادوا توحيد آسيا الصُغرى- ونمت دولتهم وتوسَّعت حتَّى أضحت آخر دُول الخلافة الإسلاميَّة.